# Zheng Siwei
Zheng Siwei (en chino: 郑思维; Wenzhou, 26 de febrero de 1997) es un deportista chino que compite en bádminton, en la modalidad de dobles mixto.
Participó en dos Juegos Olímpicos de Verano, obteniendo dos medallas, plata en Tokio 2020 y oro en París 2024, ambas en la prueba de dobles mixto (junto con Huang Yaqiong).
Ganó cinco medallas en el Campeonato Mundial de Bádminton entre los años 2017 y 2023. En los Juegos Asiáticos consiguió cuatro medallas de oro, dos en 2018 y dos en 2022.

## Palmarés internacional
| Juegos Olímpicos   | Juegos Olímpicos       | Juegos Olímpicos | Juegos Olímpicos |
| Año                | Lugar                  | Medalla          | Prueba           |
| ------------------ | ---------------------- | ---------------- | ---------------- |
| 2020               | Tokio (Japón)          | Medalla de plata | Dobles mixto     |
| 2024               | París (Francia)        | Medalla de oro   | Dobles mixto     |
| Campeonato Mundial |                        |                  |                  |
| Año                | Lugar                  | Medalla          | Prueba           |
| 2017               | Glasgow (Reino Unido)  | Medalla de plata | Dobles mixto     |
| 2018               | Nankín (China)         | Medalla de oro   | Dobles mixto     |
| 2019               | Basilea (Suiza)        | Medalla de oro   | Dobles mixto     |
| 2022               | Tokio (Japón)          | Medalla de oro   | Dobles mixto     |
| 2023               | Copenhague (Dinamarca) | Medalla de plata | Dobles mixto     |
| Juegos Asiáticos   |                        |                  |                  |
| Año                | Lugar                  | Medalla          | Prueba           |
| 2018               | Yakarta (Indonesia)    | Medalla de oro   | Dobles mixto     |
| 2018               | Yakarta (Indonesia)    | Medalla de oro   | Equipo           |
| 2022               | Hangzhou (China)       | Medalla de oro   | Dobles mixto     |
| 2022               | Hangzhou (China)       | Medalla de oro   | Equipo           |